# NFL Films
NFL Films ist eine US-amerikanische Film- und TV-Produktionsfirma. Das Unternehmen mit Sitz in Mount Laurel, New Jersey, produziert Werbefilme, Fernsehbeiträge und Dokumentarfilme über die Profiliga des American Football, des Weiteren veranstaltet es Sportveranstaltungen und Award-Shows. 
Gegründet wurde NFL Films von Ed Sabol 1962. Heute wird das Unternehmen von seinem Sohn Steven Sabol geleitet und befindet sich im Eigentum der National Football League (NFL).

## Filmographie
- „A Football Life“ (seit 2011)
- „The Complete History of the New York Jets“ (2007)
- „The Monday Night Miracle“ (2007)
- „Make Your Own Superbowl Ad“ (2006)
- „The Complete History of the Philadelphia Eagles“ (2004)
- „2003 New England Patriots: Super Bowl XXXVIII Champions“ (2004)
- „NFL Films Style“ (2002)
- „Glenn Lewis Live“ (2002)
- „The Bravest Team: The Rebuilding of the FDNY Football Club“ (2002)
- „The NFL's Hard-Hitting Grooves“ (2001)
- „America the Beautiful“ (2001)
- „Hard Knocks“ (seit 2001)
- „The NFL's Greatest Games: '58 Championship“ (1998)
- „NFL Blast“ (1997)
- „Wayne Chrebet“ (1997)
- „1995 New York Jets“ (1996)
- „Greatest Sports Follies“ (1990)
- „Follies, Crunches and Highlights“ (1990)
- „Strange But True Football Stories“ (1987)
- „Lombardi“ (1968) (TV)
- „This Week in Pro Football“ (1967)
- „NFL Films Presents“ (1967)
- „They Call It Pro Football“ (1966)
- „NFL Game of the Week“ (1965)